# Irina Ufimtseva
Irina Ufimtseva –en ruso, Ирина Уфимцева– (Novosibirsk, URSS, 6 de enero de 1985) es una deportista rusa que compitió en natación, especialista en el estilo libre.
Ganó una medalla de plata en el Campeonato Mundial de Natación en Piscina Corta de 2002 y tres medallas en el Campeonato Europeo de Natación en Piscina Corta, en los años 2000 y 2001.

## Palmarés internacional
| Campeonato Mundial en Piscina Corta | Campeonato Mundial en Piscina Corta | Campeonato Mundial en Piscina Corta | Campeonato Mundial en Piscina Corta |
| Año                                 | Lugar                               | Medalla                             | Prueba                              |
| ----------------------------------- | ----------------------------------- | ----------------------------------- | ----------------------------------- |
| 2002                                | Moscú (Rusia)                       | Medalla de plata                    | 800 m libre                         |
| Campeonato Europeo en Piscina Corta |                                     |                                     |                                     |
| Año                                 | Lugar                               | Medalla                             | Prueba                              |
| 2000                                | Valencia (España)                   | Medalla de oro                      | 400 m libre                         |
| 2001                                | Amberes (Bélgica)                   | Medalla de bronce                   | 400 m libre                         |
| 2001                                | Amberes (Bélgica)                   | Medalla de bronce                   | 800 m libre                         |